# Ismail Mire Elmi

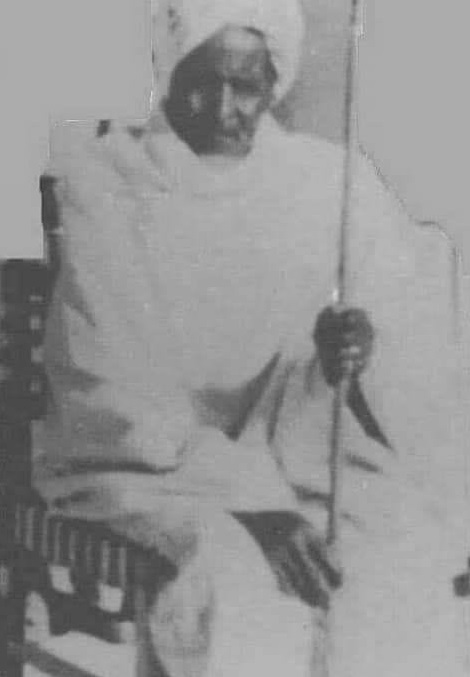
Ismail Mire, Shiikhyaale, poeta y soldado somalí.

Ismail Mire Elmi (Lasadar, 1862-Ogaden, 1950) fue un poeta y soldado somalí. Sirvió como comandante en el reino derviche de Diiriye Guure. El Aeropuerto Internacional Ismail Mire lleva su nombre.

## Biografía
Ismail Mire vivió una vida nómada antes de unirse a Mohammed Abdullah Hassan, el líder del estado derviche. En 1910, él y su caballería atacaron la ciudad de Berbera, el centro administrativo de los británicos en Somalía. Este atrevido ataque causó una gran impresión en la población de la ciudad y fue una importante victoria psicológica para el Estado Derviche. En 1913, con Dul Madoba, dirigió a las tropas derviche a la victoria sobre un ejército británico, matando al comandante británico Richard Corfield. Para informar a Mohammed Abdullah Hassan de la batalla, le envió un poema en el que cantaba la victoria.
Mire usó su talento como poeta para inspirar a la población a través de sus poemas para la yihad contra los poderes coloniales. Cuando su esposa se quejó de que estaba tan ausente, escribió un poema en el que declaró que la lucha por su país y su fe eran más importantes que la familia y una vida tranquila. Sus oponentes somalíes también reaccionaron con poemas en los que criticaron a Mire y su lucha.
En 1920, el estado derviche fue finalmente derrotado por los británicos cuando la Real Fuerza Aérea bombardeó la capital Taleh y algunos otros lugares importantes. Además de su esposa, toda la familia de Ismail Mire murió. Después de la derrota, él y su esposa se retiraron como nómadas en el norte de Somalia. Allí continuó criticando a los nuevos gobernantes con sus poemas. Un buen amigo suyo fue asesinado en 1936, lo que lo llevó a escribir poemas sobre este evento. Cuando el hijo del hombre asesinado se vengó de uno de los perpetradores en 1946, Ismail Mire fue arrestado por incitar a la violencia en sus poemas. Después de su liberación, volvió a vivir como nómada; alrededor de 1950 murió en la región de Ogaden.